# 斯蒂夫·拉什
斯蒂夫·拉什出生于美国，是一名美国电影导演。

## 生平
拉什以《巴迪·霍利的故事》、《公主嫁到》和《最后单身派对》而出名。

## 作品

### 1970年代
- 1978年，《巴迪·霍利的故事》（The Buddy Holly Story）

### 1980年代
- 1981年，Under the Rainbow
- 1987年，《公主嫁到》（ Can't Buy Me Love）

### 1990年代
- 1991年，《最后单身派对》（Queens Logic）
- 1993年，《女婿》（Son in Law）
- 1996年，《埃迪》（ Eddie）
- 1999年，《稳住》（Held Up）

### 2000年代
- 2001年，《金玉良言》（Good Advice）
- 2004年，《超时空少女之月球保卫战》（Zenon: Z3）
- 2005年，《美国派：集体露营》（ American Pie Presents: Band Camp）
- 2006年，《美少女啦啦队3》（ Bring It On: All or Nothing）
- 2007年，《美女拉拉队4:一鼓作气》（Bring It On: In It to Win It）
- 2009年，《哈拉上路2：啤酒桌球赛》（Road Trip: Beer Pong）